# Hrašća
 Hrašća  falu Horvátországban Zágráb megyében. Közigazgatásilag Jasztrebarszkához tartozik.

## Fekvése
Zágrábtól 35 km-re délnyugatra, községközpontjától 8 km-re északnyugatra a Plešivica-hegység egyik délkeleti völgyében fekszik.

## Története
A település neve először 1264-ben bukkan fel személynévben "Woyn filius Cherna de Rahcha" alakban, tehát legalább birtokként léteznie kellett. Az azonos nevű patak "fluvius Rahcha" néven már 1249-ben szerepel a toplicei birtok határleírásában. A falu a középkorban a podgorjei várispánsághoz tartozott. 
1857-ben 216, 1910-ben 295 lakosa volt. Trianon előtt Zágráb vármegye Jaskai járásához tartozott. 2001-ben 139 lakosa volt. 

## Lakosság
| Lakosság változása | Lakosság változása | Lakosság változása | Lakosság változása | Lakosság változása | Lakosság változása | Lakosság változása | Lakosság változása | Lakosság változása | Lakosság változása | Lakosság változása | Lakosság változása | Lakosság változása | Lakosság változása | Lakosság változása |
| ------------------ | ------------------ | ------------------ | ------------------ | ------------------ | ------------------ | ------------------ | ------------------ | ------------------ | ------------------ | ------------------ | ------------------ | ------------------ | ------------------ | ------------------ |
| 1857               | 1869               | 1880               | 1890               | 1900               | 1910               | 1921               | 1931               | 1948               | 1953               | 1961               | 1971               | 1981               | 1991               | 2001               |
| 216                | 221                | 231                | 264                | 295                | 295                | 237                | 301                | 304                | 308                | 282                | 245                | 229                | 187                | 139                |

## Külső hivatkozások
- Jasztrebaszka város hivatalos oldala
- E. Laszowsky: Stara hrvatska Županija Podgorska Zagreb 1899.